# Burgstall Miedering
Der Burgstall Miedering ist eine abgegangene Niederungsburg liegt etwa 20 Höhenmeter über dem Affinger Ortsteil Miedering (Landkreis Aichach-Friedberg, Schwaben) auf einer 497 m ü. NN hohen Anhöhe. Von der hochmittelalterlichen Burganlage haben sich nur der Hauptburgkegel und eine vorgelagerte Terrasse erhalten.

## Geschichte

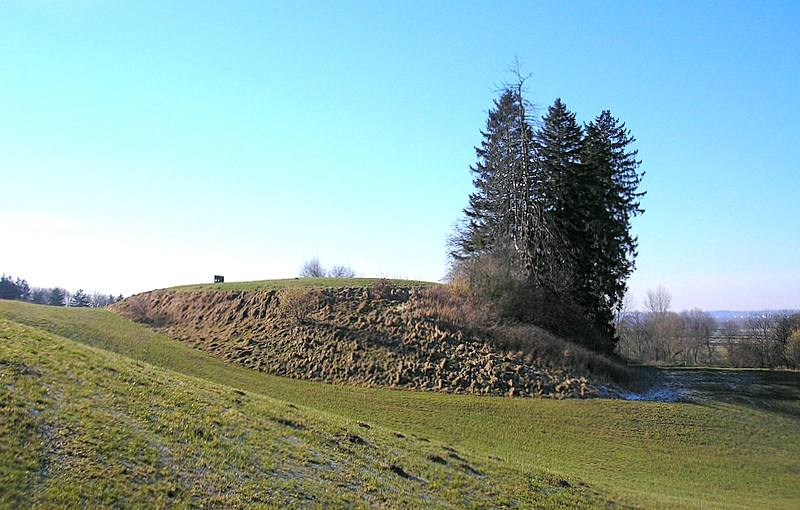
Ansicht von Osten mit dem Vorburgplateau (rechts)

Die Veste entstand wohl im 12. Jahrhundert als Ansitz einer Ministerialenfamilie der Grafen von Dachau. Diese Dynasten entstammten einer Seitenlinie der mächtigen Pfalzgrafen von Bayern (Wittelsbacher). Zwischen 1162 und 1170 erscheint ein Werinhart de Můterchingen in den Urkunden. Nach dem Tod des letzten Grafen Konrad III. verkaufte seine Witwe die Herrschaft zusammen mit ihren übrigen Besitzungen an Herzog Otto I. aus der Hauptlinie der Wittelsbacher. Anfang des 13. Jahrhunderts ist noch ein Eberhard von Mütrichingen als herzoglicher Dienstmann belegbar. Wegen der Nähe des Burgplatzes zur Burg Mühlhausen wurde die Anlage wohl noch im Hochmittelalter entbehrlich und aufgegeben. Das Dorf unter dem Burgstall wurde dem Amt Mühlhausen zugeordnet.
Im 19. Jahrhundert deutet man auch dieses, wegen seiner Form im Volksmund „Gscheibung“ genannte Bodendenkmal als römische Turmstelle. Franz Weber interpretierte die Anlage allerdings bereits 1895 als „frühmittelalterlichen“ Ministerialensitz.

## Beschreibung
Das Bodendenkmal zeigt die typische zweiteilige Anlage eines hochmittelalterlichen Dienstmannensitzes. Unter dem Kegel der Hauptburg ist noch die ebene Terrasse (etwa 60 × 20 Meter) der ehemaligen Vorburg zu erkennen. Die abschließende Hangkante fällt steil ins Tal.
Der ovale Hauptburgkegel (ca. 46 × 40 Meter) erhebt sich noch bis zu 10 Meter über das Gelände. Der im Süden und Südosten anzunehmende Halsgraben ist weitgehend eingeebnet, aber noch als Mulde im Gelände auszumachen. Bedingt durch die landwirtschaftliche Nutzung des Geländes sind obertägig keine Stein- oder Ziegelreste der Aufbauten zu erkennen. Otto Schneider konnte um 1965 jedoch noch einige Mauerziegel dokumentieren (Katalog der Fundstellen und Bodendenkmäler im Landkreis Friedberg, Typoskript, o. J.).
Der unterhalb des Burgstalles gelegene Hof (Miedering 4) dürfte auf den ehemaligen Wirtschaftshof des Ministerialensitzes zurückgehen. Der kurze ehemalige Burgweg läuft von diesem Anwesen hinauf zur Vorburg.
Das Bayerische Landesamt für Denkmalpflege verzeichnet das Bodendenkmal als mittelalterlichen Burgstall unter der Denkmalnummer D 7-7531-0030.